# Робинсон, Уильям Кливер Фрэнсис
Уильям Кливер Фрэнсис Робинсон (англ. William Cleaver Francis Robinson; 14 января 1834, графство Уэстмит, Ирландия — 2 мая 1897, Южный Кенсингтон, Лондон, Англия) —
британско-австралийский политический деятель, 9-й губернатор Западной Австралии (назначался три раза: 1875—1877, 1880—1883 и 1890—1895) и 11-й губернатор Южной Австралии (1883—1889).

## Биография
Уильям Робинсон родился 14 января 1834 года в графстве Уэстмит (Ирландия), он был четвёртым сыном в семье адмирала Геркулеса Робинсона (Hercules Robinson) и Фрэнсис Элизабет Робинсон, урождённой Вуд (Frances Elizabeth Robinson, née Wood). Он обучался в Королевской военно-морской школе в Нью-Кроссе и, окончив её, в 1855 году начал свою службу в британских колониальных владениях. Сначала он работал секретарём своего старшего брата Геркулеса Робинсона, который был лейтенант-губернатором колонии Сент-Китс, а затем, с 1859 года, губернатором Гонконга.
В 1862 году Уильям Робинсон был назначен президентом британской колонии Монтсеррат, расположенной на острове в составе Малых Антильских островов (британская Вест-Индия). В 1865 году исполнял обязанности вице-губернатора Доминики. В мае 1866 года он был назначен губернатором Фолклендских Островов, а в июле 1870 года — губернатором Острова Принца Эдуарда.
В январе 1875 года Уильям Робинсон был назначен губернатором Западной Австралии. Он пробыл на этом посту до сентября 1877 года, после был назначен губернатором Стрейтс Сетлментс, управление которыми осуществлялось из Сингапура. В апреле 1880 года Робинсон вторично был назначен губернатором Западной Австралии и проработал на этом посту до февраля 1883 года. Сразу же после этого он был назначен губернатором Южной Австралии, и проработал в этой должности до марта 1889 года. В 1887 году он отклонил предложение стать губернатором Гонконга из-за опасений, связанных с климатом.
С мая по ноябрь 1889 года Уильям Робинсон исполнял обязанности губернатора Виктории. Ожидалось, что он станет полноправным губернатором Виктории, но по каким-то причинам этого назначения не произошло. Отклонив предложение стать губернатором Маврикия, в октябре 1890 года Робинсон в третий раз был назначен губернатором Западной Австралии. В этой должности он проработал до марта 1895 года, после чего вышел в отставку.
Робинсон умер 2 мая 1897 года, через два года после выхода на пенсию, в Южном Кенсингтоне, Лондон. На момент его смерти у него и его жены было две дочери и три сына. После его смерти у него осталось 84 058 фунтов стерлингов на недвижимость. 